# Brigata Garibaldi "Fermo Ognibene"
La 12ª Brigata d'assalto Garibaldi "Fermo Ognibene" fu la prima costituitasi e tra le più importanti e numerose brigate partigiane tra quelle operanti nel parmense tra il 1943 e il 1945.

## Prime operazioni militari e costituzione della brigata
Già durante l'inverno del 1943 operava nel parmense, e in particolare nel territorio della Val Taro il Distaccamento Picelli, facente capo alla Brigata Nord Emilia. La stessa comprendeva nella provincia di Parma, oltre al citato "Picelli", altri tre distaccamenti, anche questi operanti nel parmense e che andranno a costituire, in seguito, la "dodicesima": il Distaccamento Griffith, operante in Val Baganza, il Distaccamento Betti stanziato presso Bardi e il Distaccamento Copelli, anche questo operante nel territorio della Valle Del Ceno. Completa il quadro un quinto distaccamento confluito nella medesima brigata, il Distaccamento Don Pasquino, operante in un primo tempo in territorio reggiano ma successivamente trasferitosi nel parmense, e il Bucci.
Le prime azioni compiute dal Picelli furono finalizzate al reperimento di armi, viveri e altro materiale utile al sostentamento, ma non mancarono episodi di rilievo militare. Tra questi, quello avvenuto a Osacca, nella zona di Bardi, il giorno di Natale del 1943. In questa occasione il distaccamento venne attaccato da un battaglione fascista. Nonostante la forte inferiorità numerica, i partigiani riuscirono a respingere l'assalto. La sera stessa, anche al fine di evitare rappresaglie, il comandante Fermo Ognibene decise di spostare gli uomini armati nella zona del Monte Penna. Degna di nota anche la Battaglia al Lago Santo parmense, avvenuta la notte tra il 18 e 19 marzo 1944: presso il Rifugio Giovanni Mariotti, sulle rive del Lago Santo parmense, nove giovani partigiani attendevano l'arrivo delle rimanenti forze del Picelli, ignari dell'agguato in cui era caduto il gruppo presso Succisa in cui aveva trovato la morte il Comandante Fermo Ognibene, quando il luogo in cui avevano trovato riparo venne accerchiato e assediato da un gruppo di 80 fascisti della Guardia Nazionale Repubblicana e 30 militi tedeschi. I combattimenti durarono 20 ore ma, contrariamente ad ogni previsione, e dopo avere subito pesanti perdite (16 morti e 36 feriti), le forze nazifasciste furono costrette alla resa.
Non ebbero altrettanta fortuna gli uomini del distaccamento Griffith nell'aprile del 1944 a Montagnana, vicino a Calestano. In quella occasione, accerchiati da un centinaio di soldati tedeschi, i partigiani furono costretti alla resa e fatti prigionieri. Per molti di loro, alla cattura seguì la fucilazione. Ma proprio in seguito al tragico evento, i distaccaenti si resero autonomi e si costituirono in "brigata". A comandare la neocostituita 12ª Brigata d'assalto Garibaldi venne chiamato Luigi Marchini "Dario". Commissario politico fu nominato Flaminio Musa "Marco".

## La crescita numerica e i nuovi distaccamenti
Inizialmente la brigata operò nei pressi dei territori della Valle del Ceno e in particolare nei comuni di Varsi, Bardi e Bore conducendo, nella notte tra il 9 e il 10 giugno del 1944, l'operazione che condurrà in seguito alla costituzione della Repubblica partigiana della Val Taro. L'esperienza ebbe termine nel luglio del 1944 a causa di una azione di rastrellamento condotta dai tedeschi, la Operazione Wallenstein. La 12ª Brigata, in difficoltà, si sganciò e si trasferì nella zona a est della Cisa, in Val Baganza, ed in particolare nei comuni di Calestano, Fragno, Cozzano e Casaselvatica.
Nel giugno 1944 alcuni distaccamenti, tra i quali Griffith, Don Pasquino e Nadotti, si distaccarono andando a formare la 47ª Brigata Garibaldi, operante tra il torrente Parma e l'Enza. A formare la "dodicesima" rimasero quindi il Betti, il Ralli, il Copelli e, nella zona di Salsomaggiore e Fidenza, il Forni.
Nel corso della lotta partigiana vi furono anche diversi avvicendamenti al comando della Brigata. In particolare nel novembre del 1944 a causa di una crisi interna il comandante "Dario" (Luigi Marchini) abbandonò la formazione per assumere il comando della 135ª Brigata Garibaldi. A prendere il suo posto fu Giagnorio Dario "Camillo", che guidò la formazione insieme al commissario Copernici Giuseppe "Ricci". Caso unico nel territorio della provincia parmense, il ruolo di vice Commissario venne assegnato a Laura Seghettini, partigiana Laura, unica donna nella provincia a guidare una formazione. 
In quello stesso novembre la brigata subì gravi perdite nel lungo e massiccio rastrellamento compiuto dai nazi-fascisti nella zona del monte Caio, dove una strada - "via Caduti Monte Caio" è dedicaata a quei tragici giorni, e un cippo ricorda in particolare alcuni martiri: Alfredo Azzoni (nome di battaglia "Bill"), Arturo Gavazzoni ("Aramis"), Ovidio Mattavelli ("Jaurès"), Soemo Remagni ("Dimitri"), Michele Saccani ("Michele") e un certo Rossi ("Lampo").
La "12ª" operò principalmente attacchi ai presidi tedeschi e azioni dirette al controllo della statale della Cisa, azioni che si intensificarono nelle settimane precedenti la Liberazione. Nella fase finale, il compito assegnato consistette in attacchi sulla Strada statale 62 della Cisa oltre che verso Sala Baganza e Neviano de' Rossi, che vennero presi dalla Brigata. Da qui le forze si diressero verso Parma.